# Italijansko izseljevanje
Izseljevanje italijanskega prebivalstva v devetnajstem in dvajsetem stoletju se je začelo na severu države, predvsem v Piemontu, Benečiji in Furlaniji, nato je po letu 1880 zajelo južne predele države. 
Vse italijanske dežele brez izjeme so bile vključene v pojav množičnega izseljevanja.

## Zgodovina
Italijansko izseljevanje se je začelo že v prvih letih po zedinjenju, vendar se postavlja uradni začetek pojava v leto 1876, ko je bila objavljena prva državna statistika o problemu. Tako gre prvo obdobje izseljevanj, imenovano veliko izseljevanje, od leta 1876 do leta 1915. Glavni vzrok migracije je bila revščina in nezaupanje v sposobnosti državnih oblasti. Ljudje so iskali boljših življenjskih možnosti  predvsem v Argentini, Braziliji in Združenih državah.  V času velikega izseljevanja je samo med letoma 1860 in 1885 zapustilo Italijo deset milijonov izseljencev. To so bili v glavnem ljudje iz Benečije, Furlanije – Julijske krajine in Piemonta.  Ob koncu devetnajstega stoletja pa je glavnina izseljencev bila iz južne Italije in je poleg ameriških držav odhajala tudi v Egipt, Tunizijo in Maroko, pozneje pa v Južno Afriko in italijanske kolonije Eritrejo in Libijo (glej tudi: Italijanski naseljenci v Libiji). 
Drugi val odhodov se je razvil približno med letoma 1920 in 1929. Razen teh zgodovinskih migracij, je Italija doživela dejansko neprenehno odhajanje državljanov v druge dežele, večinoma brez predvidevanja vrnitve, tudi v naslednjih letih. Pojav se vse do danes ni zaključil, čeprav je v polpreteklih časih zadobival drugačna poimenovanja: ne gre več za migracijo, temveč za beg možganov in kulturno izmenjavo v okviru globalizacije.

## Prvi val izseljevanja
Izseljevanje v Argentino in Združene države je bilo od vsega začetka mišljeno kot stalna naselitev v teh državah in vrnitev v domovino navadno ni bila predvidena. Migracija v Urugvaj in Brazilijo pa je bila velikokrat začasna oziroma omejena na vnaprej določeno dobo. 
Izseljevanje Italijanov je doseglo višek leta 1913, ko je odšlo iz države preko 870.000 ljudi od skupnih 33 milijonov prebivalcev. Mnogo vasi se je skrčilo na polovico prebivalstva in veliko mestnih stanovanj je ostalo nezasedenih.
Množično izseljevanje je imelo tudi koristne posledice za državo. Ker so se v glavnem izseljevali pripadniki tako imenovanega pasivnega prebivalstva (na primer brezposelni delavci in majhni kmetje, ki za državo niso bili vir dohodka , je njihov odhod pomenil znižanje demografskega pritiska in začasno rešitev nekaterih socialnih problemov. Pomenilo je tudi določeno izravnavo ekonomskega razhajanja med severom in jugom države. . Ne nazadnje je treba upoštevati tudi denarne podpore, ki so jih izseljenci pošiljali svojcem in ki se cenijo v 5 % narodnega dohodka . Velikega pomena za italijansko gospodarstvo je bil tudi zagon ladjedelništva, saj je bilo treba omogočiti izseljencem prevoz. V Genovi je bila ustanovljena delniška družba, čigar glavni delničar je bil Viktor Emanuel II., ki je kupila dve potniški ladji in ustvarila redno linijo do Amerike. 

## Drugi val izseljevanja
Izbruh prve svetovne vojne ni ustavil izseljevanja, samo v Združene države je odšlo med letoma 1880 in 1920 več kot štiri milijone ljudi, večinoma iz južne Italije.
Bodisi zaradi omejevalnih zakonov, ki so jih izdajale države prejemnice (Emergency Quota Act 1921. in Immigration Act 1924.), bodisi zaradi fašističnih omejitev, se je izseljevanje nato nekoliko ustavilo. Kljub temu je leta 1920 zapustilo Italijo 614.000 ljudi in med letoma 1922 in 1927, v polnem fašizmu, jim je sledil še poldrugi milijon ljudi. To so bili pretežno svojci izseljencev iz prvega vala, ki so se udomačili v novi domovini in so odpoklicali še sorodnike. . Poleg teh je treba omeniti Italijane, ki jih je prav režim poslal v Afriko kot kolone. Tako je bilo ob koncu druge svetovne vojne v Libiji 150.000 Italijanov (18 % prebivalstva), 50.000 v Somaliji, preko 100.000 v Južni Afriki, 90.000 v Tuniziji, 100.000 v Eritreji, 300.000 v Etiopiji (od teh 38.000 samo v Adis Abebi), 55.888 v Egiptu. 

## Povojno izseljevanje
Obupni življenjski pogoji po drugi svetovni vojni so kaj kmalu obnovili italijansko izseljevanje. Okoli 100.000 izseljencev iz južne Italije, pa tudi iz Benečije in Furlanije, je odšlo v Kanado, okoli 600.000 pa v Venezuelo. Vendar je za drugo polovico dvajsetega stoletja značilno izseljevanje v Evropo, ki je imelo pretežno začasni značaj, saj se je večina ljudi selila le za določeno dobo. V tem duhu je Italija leta 1955 podpisala dogovor z Nemčijo, ki je dovolil skoraj trem milijonom brezposelnih Italijanov, da so se zaposlili v nemških podjetjih. Čeprav je bila ta migracija mišljena kot začasna uporaba delovne sile v nastajajoči povojni industriji, so se ti izseljenci vrnili v Italijo samo po upokojitvi, njihovi sinovi in vnuki pa so ostali v državi, kjer so se rodili. Danes živi na primer v Nemčiji 683 tisoč italijanskih državljanov. 
Ob prehodu v enaindvajseto stoletje je bilo izseljevanje Italijanov že močno skrčeno, a številke so spet poskočile v kriznih letih 2007-2008, odkar še vedno naraščajo. Po podatkih AIRE (Anagrafe degli italiani residenti all'estero) je v letu 2012 zapustilo Italijo okoli 78 tisoč oseb, 20 tisoč več kot prejšnje leto. Vendar so to le uradni zapisi spremembe bivališča, ki ga večina izseljencev sploh ne prijavi. Bliže resnici bi bilo število med 150 in 200 tisoč oseb. To so v dobri meri (skoraj tretjina) izobraženci, ki doma ne najdejo primerne zaposlitve. Večina se seli začasno, to je v okviru določenega projekta, ki se v predvidenem roku zaključi, zato se ti migranti normalno ne prištevajo med izseljence, čeprav so po navadi več let odsotni od doma. Z evfemizmom so označeni kot priložnostni sodelavci.
Značilno za Italijo je tudi preseljevanje v mejah države. V poznem devetnajstem stoletju so se selili v glavnem kmetje, ki so iskali začasno zaposlitev v mestih kot obrtniki in dojilje, in sicer predvsem v zimskem času, ko se niso ukvarjali s poljedelstvom. Pozneje, v povojnem času, se je to preseljevanje pospešilo predvsem v smeri jug – sever, ko so se delavci iz južnih predelov države zaposlovali v naglo rastoči industriji gospodarskega čudeža. Ti delavci niso bili več samo sezonsko zaposleni in se večinoma niso več vrnili v domače kraje.

## Današnja statistika
| Italijanski državljani s stalnim bivališčem v tujini Skupnosti z več kot 10 tisoč rezidentov (popis AIRE 31-12-2012) | Italijanski državljani s stalnim bivališčem v tujini Skupnosti z več kot 10 tisoč rezidentov (popis AIRE 31-12-2012) |
| Država | Rezidentov |
| --- | --- |
| Argentina | 750.000 |
| Nemčija | 683.000 |
| Švica | 557.000 |
| Francija | 391.000 |
| Brazilija | 304.000 |
| Belgija | 287.000 |
| ZDA | 210.000 |
| Združeno kraljestvo                                                                                                  | 187.000 |
| Kanada | 137.045 |
| Avstralija | 133.123 |
| Španija | 124.013 |
| Venezuela | 116.329 |
| Urugvaj | 90.603 |
| Čile | 52.006 |
| Nizozemska | 35.715 |
| Južna Afrika | 31.734 |
| Peru | 30.513 |
| Luksemburg | 23.960 |
| Avstrija | 21.581 |
| Ekvador | 14.835 |
| Kolumbija | 14.216 |
| Mehika | 13.409 |
| Hrvaška | 13.019 |
| San Marino | 11.934 |
| Izrael | 11.328 |
| Grčija | 10.982 |

Statistiko italijanskih izseljencev vodi ustanova AIRE (Anagrafe degli italiani residenti all'estero), ki je nastala z zakonom 470 z dne 27.10.1988. Statistika z dne 31. decembra 2012 prikazuje 4.341.156 italijanskih državljanov v tujini, in sicer 
- v Evropi 2.365.170
- v Južni Ameriki 1.338.172
- v Severni in Srednji Ameriki 400.214
- v Afriki, Aziji, Oceaniji in Antartiki 237.600 oseb.

Ob upoštevanju dejstva, da je vseh državljanov v Italiji okoli 56 milijonov, znaša odstotek Italijanov v tujini kar 7 % celotnega prebivalstva. 